# Contea di Santa Cruz (California)
La contea di Santa Cruz, in inglese Santa Cruz County, è una contea della California, negli Stati Uniti d'America. Si trova sulla costa del Pacifico, a sud della San Francisco Bay Area. Nel 2000 la popolazione ammontava a 255 602 abitanti. Il capoluogo è Santa Cruz.

## Geografia
La contea si trova nel centro-ovest dello Stato, a sud della San Francisco Bay Area; a ovest si affaccia sull'Oceano Pacifico, mentre a sud sulla baia di Monterey. Le montagne di Santa Cruz occupano gran parte del territorio, solo la parte meridionale è pianeggiante, nella valle del San Lorenzo. Il fiume Pajaro scorre a sud, sul confine con la contea di Monterey.
Santa Cruz è sede dell'università della California - Santa Cruz.

### Contee confinanti
- Contea di San Mateo - nord
- Contea di Santa Clara - est
- Contea di San Benito - sud-est
- Contea di Monterey - sud

## Storia
Circa 8000 anni fa i nativi Ohlone arrivarono nell'area e si stabilirono sulla costa. Nel 1769 la prima spedizione non nativa arrivò nella zona. Nel 1791 fu fondata la missione di Santa Cruz (croce santa). Si tratta di una delle 27 contee originarie della California e fu fondata nel 1850. Inizialmente si chiamava Branciforte, come l'omonima cittadina fondata nel 1797, ma soli due mesi dopo fu rinominata Santa Cruz, come la missione.

## Comuni[6]

### Cities
- Capitola
- Santa Cruz (capoluogo)
- Scotts Valley
- Watsonville

### Censud-designated places
| - Amesti - Aptos - Aptos Hills-Larkin Valley - Ben Lomond - Bonny Doon - Boulder Creek - Brookdale - Corralitos - Davenport - Day Valley - Felton - Freedom - Interlaken | - La Selva Beach - Live Oak - Lompico - Mount Hermon - Pajaro Dunes - Paradise Park - Pasatiempo - Pleasure Point - Rio del Mar - Seacliff - Soquel - Twin Lakes - Zayante |